# 皮拉特尔环形山
皮拉特尔环形山（Pilâtre）是位于月球正面南半部的一座撞击坑，其名称取自法国物理和化学教师，航空先驱之一让-弗朗索瓦·皮拉特尔·德·罗齐耶（Jean-François Pilâtre de Rozier，1756年-1785年），1991年被国际天文学联合会批准接受。

## 描述

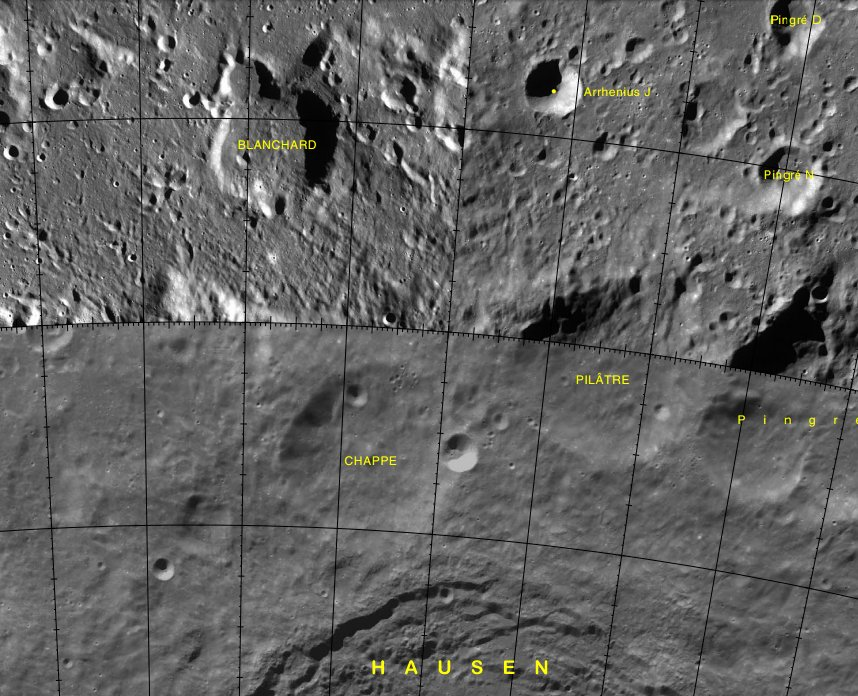
皮拉特尔环形山的周边，LAC-135 区域图

该陨坑位于形成于酒海纪期，直径630公里的孟德尔-里德伯盆地以南，西北分别毗邻布兰查德陨石坑和阿伦尼乌斯陨石坑，南面和西南坐落了环壁平原-豪森环形山以及尺寸类似的沙佩环形山，它的东侧与卫星坑"潘格雷 S"相接壤，而潘格雷环形山自身则位于东面更远处。该陨坑中心月面坐标为60°10′S 86°42′W / 60.17°S 86.7°W，直径64.37公里，深度约2.73公里。
皮拉特尔环形山坑壁因撞击侵蚀而严重磨损，现已变为一圈覆盖着众多小陨坑的不规则隆起边缘，其中西北侧坑壁最高，较周边地形高出1240米；而西侧段则明显外凸，使得该侧内壁也最为宽坦；沿北侧壁穿切有数道狭谷，东侧则连接了卫星坑"潘格雷 S"。陨坑内部容积约3586公里3。坑底表面较为崎岖，东南部散布有几座细小的撞击坑穴。
该陨坑在1991年更名前，曾被称为卫星坑"豪森 B"(所谓的"卫星坑标记法"：以所靠近的主坑名+字母来命名)。
受所处位置限制，从地球几乎只能看到它的一点边沿，无法看到更多的细节，该部分区域也受月球摄动的影响，有时皮拉特尔环形山会完全从视线中消失。

## 另请参阅
- Andersson, L. E.; Whitaker, E. A. . NASA RP-1097. 1982.
- Blue, Jennifer. . USGS. July 25, 2007  [2007-08-05]. （原始内容存档于2014-09-24）.
- Bussey, B.; Spudis, P. . New York: Cambridge University Press. 2004. ISBN 978-0-521-81528-4.
- Cocks, Elijah E.; Cocks, Josiah C. . Tudor Publishers. 1995. ISBN 978-0-936389-27-1.
- McDowell, Jonathan. . Jonathan's Space Report. July 15, 2007  [2007-10-24]. （原始内容存档于2012-05-26）.
- Menzel, D. H.; Minnaert, M.; Levin, B.; Dollfus, A.; Bell, B. . Space Science Reviews. 1971, 12 (2): 136–186. Bibcode:1971SSRv...12..136M. doi:10.1007/BF00171763.
- Moore, Patrick. . Sterling Publishing Co. 2001. ISBN 978-0-304-35469-6.
- Price, Fred W. . Cambridge University Press. 1988. ISBN 978-0-521-33500-3.
- Rükl, Antonín. . Kalmbach Books. 1990. ISBN 978-0-913135-17-4.
- Webb, Rev. T. W.  6th revised. Dover. 1962. ISBN 978-0-486-20917-3.
- Whitaker, Ewen A. . Cambridge University Press. 1999. ISBN 978-0-521-62248-6.
- Wlasuk, Peter T. . Springer. 2000. ISBN 978-1-85233-193-1.